# ファティー・ラフバール砲
ファティー・ラフバール砲 は、インド中南部ハイデラバードのゴルコンダ要塞の西壁のペトラ・ブルジと呼ばれる小塔に据えられている。砲の長さは、およそ5mである。この砲は、アウラングゼーブが1678年にゴルコンダ要塞を攻め落とした時の攻城戦で、守備軍であるクトゥブ・シャーヒー王国が使用した。砲の表面には、数節の詩が刻まれている。ゴルコンダ要塞には他にも幾つか大砲があるが、この砲は最もみごとな物である。勝利の砲とも呼ばれている。